# Chile en los Juegos Olímpicos de Barcelona 1992
La participación de Chile en los Juegos Olímpicos de Barcelona 1992 celebrada en Barcelona, España, fue la decimoséptima actuación olímpica de ese país y la decimosegunda oficialmente organizada por el Comité Olímpico de Chile (COCh). La delegación chilena estuvo compuesta de 12 deportistas —9 hombres y 3 mujeres— que compitieron en 7 de los 29 deportes reconocidos por el Comité Olímpico Internacional (COI) en los Juegos Olímpicos de verano.

## Desempeño

### Atletismo
Maratón masculina
| Deportista  | Edad | Evento            | Posición |
| ----------- | ---- | ----------------- | -------- |
| Jaime Ojeda | 28   | Maratón masculina | 62°      |

Salto con pértiga masculina
| Deportista    | Edad | Evento                      | Posición |
| ------------- | ---- | --------------------------- | -------- |
| Tómas Riether | 28   | Salto con pértiga masculina | -        |

Lanzamiento de bala masculino
| Deportista | Edad | Evento                        | Posición |
| ---------- | ---- | ----------------------------- | -------- |
| Gert Weil  | 32   | Lanzamiento de bala masculino | 13°      |

### Boxeo
Peso medio masculino (- 75 kg)
| Deportista      | Edad | Evento                         | Resultado | Contrincante     | Posición |
| --------------- | ---- | ------------------------------ | --------- | ---------------- | -------- |
| Ricardo Araneda | 28   | Peso medio masculino (- 75 kg) | 2:20      | Luis Hugo Méndez | 9°       |

### Ciclismo
Ciclismo en ruta individual masculino
| Deportista      | Edad | Evento                                | Posición |
| --------------- | ---- | ------------------------------------- | -------- |
| Miguel Droguett | 31   | Ciclismo en ruta individual masculino | AC       |

Carrera por puntos masculino
| Deportista      | Edad | Evento                       | Posición   |
| --------------- | ---- | ---------------------------- | ---------- |
| Miguel Droguett | 31   | Carrera por puntos masculino | 15 h2 r1/2 |

### Vela
Bote individual femenino
| Deportista     | Edad | Evento                   | Posición |
| -------------- | ---- | ------------------------ | -------- |
| Marissa Maurin | 25   | Bote individual femenino | 24°      |

### Disparos
Skeet mezclado masculino
| Deportista             | Edad | Evento                   | Posición |
| ---------------------- | ---- | ------------------------ | -------- |
| Carlos Abarza          | 22   | Skeet mezclado masculino | 42°      |
| Alfonso de Iruarrizaga | 34   | Skeet mezclado masculino | 42°      |

### Tenis de mesa
Individual masculino
| Deportista      | Edad | Evento               | Posición |
| --------------- | ---- | -------------------- | -------- |
| Augusto Morales | 25   | Individual masculino | 49°      |
| Marcos Núñez    | 31   | Individual masculino | 49°      |

Dobles masculino
| Deportista      | Edad | Evento           | Posición |
| --------------- | ---- | ---------------- | -------- |
| Augusto Morales | 25   | Dobles masculino | 25°      |
| Marcos Núñez    | 31   | Dobles masculino | 25°      |

Individual femenino
| Deportista   | Edad | Evento              | Posición |
| ------------ | ---- | ------------------- | -------- |
| Sofija Tepes | 19   | Individual femenino | 49°      |

### Tenis
Individual femenino
| Deportista        | Edad | Evento              | Posición |
| ----------------- | ---- | ------------------- | -------- |
| Paulina Sepúlveda | 23   | Individual femenino | 33°      |